# Lo Recordings
Lo Recordings é uma gravadora fundada em 1995 por Jon Tye. Eles são conhecidos por seu forte estilo visual graças ao Non-Format, com quem eles trabalham de perto e ganharam um prêmio D&AD por vários de seus lançamentos.

## Estilo musical
A Lo Recordings se especializa principalmente em música eletrônica de campo esquerdo com artistas como Grimes, Black Devil, Susumu Yokota, Fischerspooner entre muitos outros. Isso se reflete no lema da empresa que diz "Lo Recordings - Provedor de música esotérica de qualidade desde 1995".
Junto com a música eletrônica, a Lo Recordings também é conhecida por lançar vários outros gêneros. Isso é exemplificado por bandas como The Chap que tem três álbuns na Lo com um próximo esperado em meados de 2012.
Recentemente a Lo desenvolveu dois novos selos: Loaf, para novos artistas e Loeb, para vinis de 12". Há uma empresa irmã, Hub 100 Publishing ltd, e nos últimos anos desenvolveu uma marca de biblioteca de música de produção chamada, Lo Editions, em conjunto com a BMGZomba Production Music.
A Lo Recordings também administra a Lo & Behold, uma loja e Creative Space em Londres, apresentando uma seleção diversificada de exposições, instalações e eventos pontuais.

## Artistas
A Lo Recordings trabalhou com muitos artistas e tem mais de 70 lançamentos distribuídos por três sub-selos. Estes incluem muitos álbuns completos e compilações. Alguns dos artistas associados à Lo Recordings são:
- The Adamski Kid
- Four Tet
- The Chap
- Susumu Yokota
- Black Devil
- Rothko
- Aphex Twin
- Thurston Moore
- Luke Vibert
- Jean-Jacques Perrey
- Cursor Miner
- Hairy Butter
- Mileece
- Tony F Wilson
- Red Snapper
- Grimes
- Zoon van snooK
- Astronauts
- Tom Furse